# 1370 Hella
Az 1370 Hella (ideiglenes jelöléssel 1935 QG) a Naprendszer kisbolygóövében található aszteroida. Karl Wilhelm Reinmuth fedezte fel 1935. augusztus 31-én, Heidelbergben.